# Bataille de Fahs al-Jullab
Conquête almohade d'al-Andalus
La bataille de Fahs al-Jullab est menée le 15 octobre 1165, opposant le Califat almohade au Taïfa de Murcie, soutenu par des chrétiens du royaume de Castille et le royaume d'Aragon. L'armée almohade défait l'armée de Muhammad ibn Mardanis, roi de Murcie.

## Contexte et préparation
À l'été 1165, les armées almohades dirigées par les princes Abou Hafs Omar et Abû Saïd Uthmân, frères du calife Abu Yaqub Yusuf, passent à l'offensive contre le Taïfa de Murcie, Muhammad ibn Mardanis. Ils s'emparent d'Andújar en septembre, harcèlent Galera, Caravaca, Baza et Sierra de Segura, puis capturent Cúllar et Vélez-Rubio tout en approchant Murcie.

Extension maximale du roi de Murcie, dirigé par Muhammad ibn Mardanis, contre le Califat almohade, vers 1160.

Ibn Mardanis appelle à la mobilisation générale dans son royaume, et demande l'aide de ses alliés chrétiens du royaume de Castille pour renforcer son armée,. De leur côté, les armées almohades sont composées de Berbères, d'Arabes et d'esclaves. Les Masmoudas de Tinmel forment le noyau principal de l'armée, en plus d'autres tribus masmoudas de l'Atlas marocain, telles que les Hargha et Hintata. Ils sont renforcés par des renforts arabes, provenant principalement des clans Riyāḥ, Athbaj et Zughba des Banou Hilal, qui avaient été amenés de Marrakech en juillet.

## Déroulement
Muhammad ibn Mardanis décide de sortir pour défendre Lorca, avec une armée de 13 000 soldats chrétiens, mais se fait intercepter par une force almohade avançant depuis le château de Vélez-Rubio. La bataille a lieu à 16 km au sud de Murcie, près d'Alhama de Murcia à un endroit appelé le "champ du marchand", Faḥṣ al-Jullāb, dans la vallée du Guadalentín. La confrontation tourne à l'avantage des Almohades, Ibn Mardanis et ses hommes sont mis en déroute. Celui-ci se réfugie dans sa capitale Murcie, tandis que les vainqueurs pillent toute la campagne alentour. Les Almohades restent incapables de menacer sérieusement la ville fortifiée. Des lettres annonçant la victoire sont envoyées à Séville et Marrakech. Dans les lettres, la bataille est comparée à la bataille de Dhi Qar, lorsque les Arabes ont mis en déroute les Perses avant l'Islam.

## Conséquences
Après la bataille, Abû Saïd Uthmân part pour Cordoue tandis qu'Abou Hafs Omar rentre à Marrakech avec la majeure partie de l'armée almohade, où le calife Abu Yaqub Yusuf y récompense chaque soldat avec un turban, un manteau et un boulon de lin, chaque cavalier avec 20 dinars d'or, puis chaque chef des troupes arabo-berberes avec 100 dinars d'or. Les noms de tous ont été enregistrés. 
Bien que certains chrétiens aient participé du côté de Murcie, la bataille n'est connue que de sources musulmanes. Parmi les histoires qui décrivent la bataille, on trouve Ibn Idhari, Ibn Sâhib al-Salâ, Ibn al-Abbar, Safwân Ibn Idrîs, Abdelwahid al-Marrakushi, Al-Safadi, Ibn Abi Zar, Ibn al-Athîr, Ibn al-Khatib et Al Maqqari.

## Sources

### Sources bibliographiques
1. 1 2  Mercier 1888, p. 108
2. 1 2  Buresi et El Aallaoui 2013, p. 70
3. 1 2 3 4 5  Kennedy 1996, p. 219
4. 1 2  González Cavero 2007, p. 106
5. 1 2  Vallvé Bermejo 1972, p. 171
6. 1 2  Alubudi 1934-1994, p. 211
7. 1 2  Alubudi 1934-1994, p. 219

#### Francophone
- Ernest Mercier, Histoire de l'Afrique septentrionale (Berbérie) depuis les temps les plus reculés jusqu'à la conquête française (1830), Paris, Ernest Leroux, 1894, 477 p. (lire en ligne). .

#### Anglophone
- (en) Pascal Buresi et Hicham El Aallaoui, Governing the Empire: Provincial Administration in the Almohad Caliphate (1224-1269), Brill, 2013, 538 p.
- (en) Hugh Kennedy, Muslim Spain and Portugal: A Political History of al-Andalus, Longman, 2014, 342 p.

#### Hispanophone
- (es) Jasim Alubudi, Dos viajes inéditos de Ṣafwān B. Idrīs : Sharq Al-Andalus Volumes 10-11, Alicante, Secretariado de Publicaciones, Universidad de Alicante, 1993-1994 (lire en ligne)
- (es) Ignacio González Cavero, Una revisión de la figura de Ibn Mardanish: su alianza con el reino de Castilla y la oposición frente a los almohade, Miscelánea Medieval Murciana. XXXI, 2007
- (es) Joaquín Vallvé Bermejo, La división territorial en la España musulmana (II): la cora de "Tudmīr, Instituto Miguel Asín, 1972